# Jeenakerehalli, Arsikere
Jeenakerehalli là một làng thuộc tehsil Arsikere, huyện Hassan, bang Karnataka, Ấn Độ.